# Pyrrhulina macrolepis
Pyrrhulina macrolepis és una espècie de peix de la família dels lebiasínids i de l'ordre dels caraciformes.
Poden assolir 3,5 cm de longitud. És un peix d'aigua dolça i de clima tropical. Es troba a Sud-amèrica: riu Pilcomayo.